# 阿尔比多纳
阿尔比多纳（義大利語：Albidona），是意大利科森扎省的一个市镇。总面积63平方公里，人口1504人，人口密度23.9人/平方公里（2009年）。ISTAT代码为078006。